# Scotopteryx luridaria
Scotopteryx luridaria är en fjärilsart som beskrevs av Moritz Balthasar Borkhausen 1794. Scotopteryx luridaria ingår i släktet backmätare, och familjen mätare. Inga underarter finns listade.